# لهجة أندلسية
اللهجة العربية الأندلسية كانت إحدى لهجات اللغة العربية المستخدمة في الأندلس وأقصى شمال المغرب، وهي المنطقة التي تقع حالياً في شبه جزيرة أيبيريا وتمثل إسبانيا والبرتغال، أثناء حكم المسلمين لها. ورغم أنها منقرضة الآن، إلا أنها تستخدم أحياناً في الطرب الأندلسي، كما كان لها تأثير كبير على اللهجات المستخدمة في شمال غرب المغرب وسلا وغرب الجزائر منهم شرشال ومستغانم وبجاية وجيجل. وكان لها تأثير آخر على لهجة المستعربين واللغة الإسبانية والقطلونية والبرتغالية.
الأندلسية العربية ويبدو أنها انتشرت بسرعة، وقد استخدمت في المحادثة الشفوية عموماً في معظم أنحاء الأندلس ما بين القرنين التاسع والخامس عشر. ويقدر عدد المتكلمين حوالي 5-7 ملايين متحدث في القرنين الحادي عشر والثاني عشر قبل أن يتضاءل هذا العدد نتيجة الاستيلاء التدريجي من قبل المسيحيين. في عام 1502، اضطر المسلمون في غرناطة للاختيار بين أن يرتدوا عن دينهم والنفي، وأولئك الذين اعتنقوا المسيحية الكاثوليكية قصراً أصبحوا يعرفون باسم الموريسكيين. في عام 1526، تم تمديد هذا الشرط للمسلمين في أماكن أخرى في إسبانيا (Mudéjars). في 1567، أصدر فيليب الثاني ملك إسبانيا مرسوماً ملكياً يجبر الموريسكييين على التخلي عن استخدام اللغة العربية في جميع المناسبات، الرسمية وغير الرسمية، تحدثاً وكتابة. وصل الأمر إلى اعتبار استخدام اللغة العربية بأي شكل جريمة. مُنح المسلمون ثلاث سنوات لتعلم اللغة الإسبانية، وبعد ذلك سيكون عليهم التخلص من جميع المواد المكتوبة باللغة العربية. هذا التصرف أدى إلى واحدة من أكبر ثورات الموريسكيين. ومع ذلك فقد ظل استخدام اللغة العربية الأندلسية في مناطق معينة حتى الطرد النهائي للموريسكيين في بداية القرن السابع عشر.
جاء في مقال للدكتور بشار نديم أحمد الباججي:
”ولا بد من الإشارة إلى ما ذكره لسان الدين بن الخطيب عن تنوع لهجات الأندلسيين، فقد أشار في كتابه (الإحاطة في أخبار غرناطة) إلى لهجة أهل غرناطة وإلى شيوع الإمالة في هذه المدينة، وذكر أن لهجة الغرناطيين أقرب اللهجات إلى العربية الفصيحة. وقد أشار ابن حزم الأندلسي إلى اختلاف لهجات الأندلس وتنوعها، ونبه إلى وجود الكثير من المفردات فيها بدلت العوام دلالاتها وابتعدت بها عن مدلولاتها التي وضعت لها في أصلها وهو أمر شائع في عموم اللهجات العربية.“
وحسب كتاب "مظاهر الحضارة في الأندلس في عصر بني الاحمر" لأحمد محمد الطوخي صـ 117-119:
- يقول "ابن الخطيب" بأن ألسنة أهل الأندلس العربية الفصيحة، ويتخللها بعض "الإمالة".
- كان بعض أهل غرناطة يبدلون القاف إلى كاف. فعلى سبيل المثال: إذا أراد أحدهم أن يقول (حق) يقول (حك)
- كانوا أيضاً يقلبون الألف إلى ياء. كأن يقول أحدهم (بيب) إذا أراد قول (باب).
- يسقطون النون إذا كانت في آخر الكلمة: فينطقول كلمة (بين) (بيى).
- يضيفون على الأسماء (ون) في آخر الإسم؛ كصيغة للتفخيم والتعظيم، مثل: "خالد" إلى "خلدون" و"زيد" إلى "زيدون" و"غالب" إلى "غلبون".